# تالاب کانی برازان
کانی برازان یک تالاب بین‌المللی با وسعتی افزون بر ۹۰۷ هکتار است که در ۳۰ کیلومتری شمال مهاباد و در شمال و شرق روستای قره‌داغ در استان آذربایجان غربی واقع شده است. این تالاب یکی از تالاب‌های اقماری جنوب دریاچه ارومیه به‌شمار می‌آید. کانی برازان از سوی کمیتهٔ ملی طبیعت‌گردی ایران به عنوان نخستین سایت پرنده‌نگری در ایران معرفی شده است. آب کانی برازان از مهابادرود تأمین شده و این رودخانه که از سد مهاباد جاری می‌شود پس از سیراب کردن کانی برازان راه خود را به دریاچهٔ ارومیه ادامه می‌دهد.

## پناهگاه حیات وحش
پناهگاه حیات وحش کانی برازان یک پناهگاه حیات وحش با مساحت ۸۷۹ هکتار است که در استان آذربایجان غربی در ایران قرار دارد. این پناهگاه حیات وحش طبق مصوبهٔ شمارهٔ ۶۲۱ در تاریخ ۹۹/۱۱/۰۶ در فهرست مناطق تحت حفاظت سازمان محیط زیست ایران قرار گرفت.
بخش جنوبی کانی برازان در دامنهٔ کوه قره‌داغ واقع شده و کوه مذکور و تپهٔ باباحیدر بر آن مشرف هستند. به دلیل موقعیت توپوگرافی و وجود توده‌های نی‌زار، پذیرای بیشترین جمعیت پرندگان مهاجر آبزی و کنار آبزی از جمله گونهٔ در خطر انقراض اردک سرسفید و گونه‌های حمایت‌شدهٔ اردک مرمری، پلیکان، قو، فلامینگو، حواصیل عقاب تالابی و همچنین سایر پرندگان همچون انواع غاز، انواع مرغابی، آنقوت و … می‌باشد.

### پرندگان مهاجر
هر سال اوایل پاییز فلامینگوهای مهاجر از مناطق شمالی و دریاچه ارومیه به سمت تالاب‌های اقماری پارک ملی دریاچه از جمله تالاب کانی برازان مهاجرت می‌کنند.